# 米仓山
米仓山，又稱米仓山国家森林公园，位于中国四川省和陕西省交界处。西接摩天岭，东接大巴山，是汉江、嘉陵江的分水岭，古米倉道經此。主峰光雾山位于四川省南江县，海拔2507米。
米仓山是目前世界上水青冈属植物原始林保持面积最大、种类分布最集中的地区。
米仓山中多数山体为圆锥状的石灰岩和白云岩峰丛地貌景观，最典型的峰丛分布在米仓山中部的四川旺苍县和南江县接界一带。

## 歷史
2006年4月5日，米仓山經國務院批准列为国家级自然保护区。 
2002年12月被批准为国家森林公园。
2010年6月加入中国生物圈保护区网络。

## 景區
米仓山以红叶观赏闻名于世，有“亚洲最长红地毯”、“中国红叶之乡”等美誉。
- 大坝景区
  - 赏红叶
- 桃园景区
- 十八月潭景区
- 小巫峡景区